# Liebesquelle

Die eingefriedete Quelle

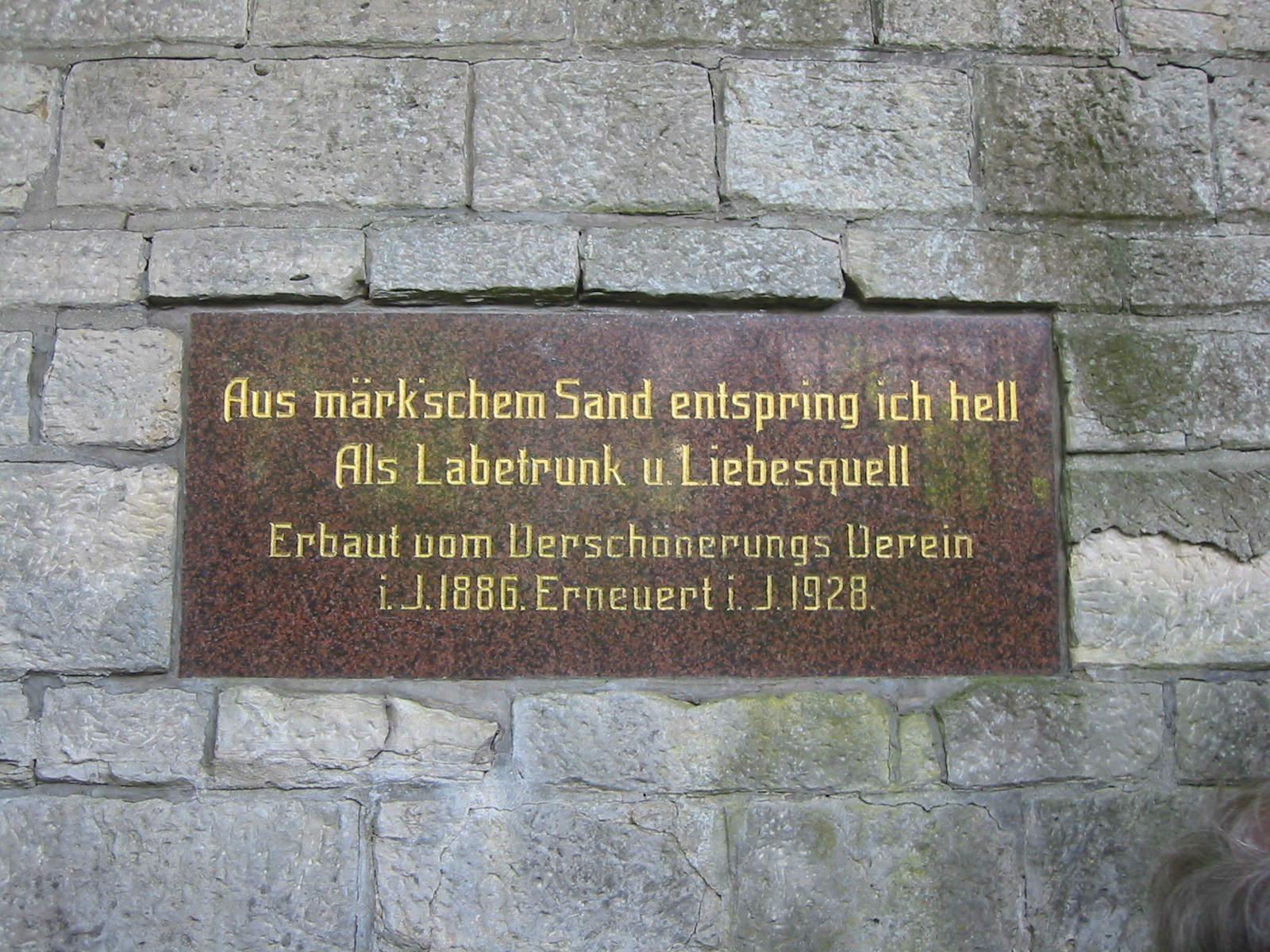
Quellengedicht

Die Liebesquelle ist eine Schichtquelle am Fuße der Kranichsberge unweit der Woltersdorfer Schleuse. Sie liegt in der brandenburgischen Gemeinde Woltersdorf. Sie ist seit dem 19. Jahrhundert ein beliebtes Ausflugsziel.

## Wasser
Die Liebesquelle lieferte bis zu 6 m3 pro Tag. Das Wasser besaß den Härtegrad 3 und zählte besonders wegen der wenigen mineralischen Bestandteile zu den "stillen Wässern" die der Gesundheit sehr zuträglich sein sollen. Seit 2005 ist die Liebesquelle versiegt. 2011 erhielt die Liebesquelle durch bürgerschaftliches Engagement einen öffentlichen Trinkwasseranschluss. Dieser ist der einzige der Gemeinde. 

## Bauliche Einfassung
Bereits zwei Jahre nach seiner Gründung schuf der Woltersdorfer Verschönerungsverein eine steinerne Einfassung für die Liebesquelle. Die Einfassung wurde 1927 durch Benno Leuschner erneuert. Nach der Wiedergründung des Vereines wurden ab den 1990er Jahren weitere Maßnahmen um die Quelle herum ergriffen. 1992 wurde die Granitplatte mit dem Gedicht erneuert. Die stählerne Kuppel wurde 1995 angebracht.

## Kultur

### Gedichte
Über die Liebesquelle wurden mehrere Gedichte geschrieben. Die bekanntesten Zeilen stammen aus einem Gedicht von August Hannemann:

„Aus märkischem Sand entspring ich hell,
Als Labetrank und Liebesquell.“

### Osterwasserschöpfen
Die althergebrachte Tradition des Osterwasserschöpfens wird seit 1997 vom Verschönerungsverein gepflegt. Hierzu sollen die Schöpfenden schweigend das Wasser abfüllen und damit ohne ein Wort zu sagen nach Hause gehen. Gelingt ihnen dies, sollen sie im nächsten Jahr Glück in der Liebe haben.